# Astatotilapia
Astatotilapia Pellegrin, 1904 è un genere di pesci d'acqua dolce appartenenti alla famiglia Cichlidae ed alla sottofamiglia Pseudocrenilabrinae.

## Distribuzione e habitat
Provengono dall'Africa eccetto Astatotilapia flaviijosephi, endemica del Giordano.

## Tassonomia
In questo genere sono riconosciute 10 specie:
- Astatotilapia bloyeti
- Astatotilapia burtoni
- Astatotilapia calliptera
- Astatotilapia desfontainii
- Astatotilapia flaviijosephi
- Astatotilapia stappersii
- Astatotilapia swynnertoni
- Astatotilapia tchadensis
- Astatotilapia tweddlei